# Langue propre
 (octobre 2013).
Si vous disposez d'ouvrages ou d'articles de référence ou si vous connaissez des sites web de qualité traitant du thème abordé ici, merci de compléter l'article en donnant les références utiles à sa vérifiabilité et en les liant à la section « Notes et références ».
L'expression de langue propre est issue de la législation espagnole. Elle désigne les langues qui, dans les différents statuts d'autonomie des communautés autonomes, ont été reconnues comme patrimoine de celles-ci et à qui sont accordés des statuts particuliers, allant de la protection à la co-officialité avec le castillan, conformément à l'article 3 de la constitution espagnole. 
Le terme est également utilisé en Andorre, en particulier dans la loi sur l'utilisation de la langue officielle de la principauté d'Andorre, afin de désigner le catalan, seule langue officielle de l'Andorre.
Il s'agit cependant d'une expression récente, puisque le dictionnaire de la Real Academia Española ne mentionne l'expression qu'en 1803, dans un sens différent et dans le texte de la définition de « langue morte ». La première occurrence contemporaine date d'un texte juridique catalan de 1933. Son usage s'est développé à partir de la Transition espagnole, dans le cadre de l'émergence de l'« État des autonomies ». 
En 1996, le gouvernement espagnol, le Congrès des députés et le Sénat ont adhéré de façon unanime à la proposition de Déclaration universelle des droits linguistiques, un texte à caractère institutionnel qui établit que « l'appellation de la langue propre d'un territoire fait référence à la langue de la communauté historiquement établie sur ce territoire ». Cette déclaration a été signée, entre autres personnalités et organisation, par l'Association internationale de linguistique appliquée.

## Utilisation

### Aragon
La loi sur les langues de l'Aragon, votée en 2009, reconnait les langues aragonaise et catalane comme langues propres originales et historiques de la communauté autonome d'Aragon. La loi s'efforce de protéger l'utilisation de ces deux langues, encadrées par des académies chargées de la normalisation et du développement de l'aragonais et du catalan d'Aragon. Les habitants des zones d'utilisation historique de ces deux langues bénéficient de facilités et de la possibilité d'employer ces langues avec l'administration. Cela a amené à une situation originale dans la mesure où, si la loi ne reconnait pas ces deux langues comme coofficielles, au côté du castillan, elles le sont de fait.

### Catalogne
Le statut d'autonomie de la Catalogne, de 1979, définit le catalan comme langue propre de la Catalogne dans son article 3.1. Le statut d'autonomie rédigé en 2006 a maintenu cette dénomination dans son article 6.1., tout en reprenant les dispositions de la loi de normalisation linguistique de 1983 et la loi de politique linguistique de 1998, qui affirment que le catalan est la langue d'usage et de prédilection de l'administration publique et des moyens de communication publics en Catalogne, mais aussi la langue normalement utilisée pour les échanges et l'enseignement dans les écoles publiques. 
Le statut d'autonomie de 2006, dans son article 6.5, reconnait également l'occitan comme langue propre du val d'Aran et langue officielle sur tout le territoire de la Catalogne.

### Communauté valencienne
Le statut d'autonomie de la Communauté valencienne de 1982 considère le valencien comme langue propre de la région, sans toutefois préciser sa nature linguistique ni d'organisme chargé de sa régulation (cette fonction sera de facto assurée par l'Institut interuniversitaire de philologie valencienne jusqu'à la mise en place de l'Académie valencienne de la langue et de la réforme du statut de 2006). En 1983, la loi sur l'usage et l'enseignement du valencien le définit explicitement en tant que tel (art. 2 et 7.1).

### Galice
Dans l'article 5.1 de son statut d'autonomie, datant de 1981, la communauté autonome de Galice reconnait le galicien comme sa langue propre. La loi de normalisation linguistique de 1983 a confirmé cette reconnaissance.

### Îles Baléares
L'actuel statut d'autonomie des îles Baléares, dans son article 4.1, affirme que la langue catalane, « propre aux Îles Baléares », est reconnue comme langue officielle, au même titre que le castillan.

### Navarre
En Navarre, la loi pour l'amélioration du Fuero de 1982, dans son article 9.2, ne reconnait à aucune langue le caractère de langue propre de la Navarre. Cependant, la loi forale sur le basque de 1986 attribue au castillan et au basque le caractère de langue propre, dans l'article 2.1.

### Pays basque
Le statut d'autonomie du Pays basque, datant de 1979, reconnait le basque comme langue propre du peuple basque (art. 6.1). La proposition de réforme du statut, connu comme le Plan Ibarretxe, en 2006, contenait une proposition similaire dans son article 8.1.

### Principauté des Asturies
La loi sur l'usage et la promotion de l'asturien, approuvée par le Conseil général de la principauté des Asturies en 1998, reconnait cette langue comme la langue « traditionnelle » des Asturies dans son article premier, mais sans la définir comme langue propre. Elle lui garantit une protection particulière.

## Critiques et controverses
Il n'existe pas de définition claire de « langue propre ». Il est ainsi difficile de distinguer cette expression de celle de langue vernaculaire. Une langue propre se distingue avant tout par les avantages politiques et institutionnels qu'elle obtient. Encore faut-il prendre en compte la diversité des situations pour les langues définies comme langues propres, selon les communautés autonomes.
Le concept de langue propre a rencontré des oppositions. La première critique publique a été développé dans le Manifeste des 2300, en 1981, qui s'opposait à la politique linguistique en Catalogne. Plusieurs philologues ont également critiqué le concept, comme Gregorio Salvador, Jon Juaristi, Xavier Pericay, Ferran Toutain ou, plus récemment, Irene Lozano. Des critiques viennent également de spécialistes du droit, comme le professeur de droit constitutionnel Francesc de Carreras. Le Foro Babel a regroupé, à la fin des années 1990, plusieurs de ces oppositions : il affirme que la définition de langue propre implique la mise en place d'un projet identitaire et nationaliste. Il s'agirait donc, selon les participants à ce dernier, d'une définition non scientifique mais idéologique.

### Source
- (es) Cet article est partiellement ou en totalité issu de l’article de Wikipédia en espagnol intitulé « Lengua propia » (voir la liste des auteurs).